# Dendrobium furcatum
Dendrobium furcatum är en orkidéart som beskrevs av Caspar Georg Carl Reinwardt och John Lindley. Dendrobium furcatum ingår i släktet Dendrobium, och familjen orkidéer.
Artens utbredningsområde är Sulawesi. Inga underarter finns listade i Catalogue of Life.